# Nicolas Paalzow
Nicolas Paalzow (* 3. Mai 1967) ist ein ehemaliger Geschäftsführer des Fernsehsenders Sat.1.

## Werdegang
Nicolas Paalzow absolvierte ein Studium der Englischen und Amerikanischen Literaturwissenschaften sowie in Neuere Geschichte und Medienwissenschaften mit dem Abschluss Diplom-Medienberater (TU). Bevor Paalzow 2012 Geschäftsführer von Sat.1 wurde, war er in anderen leitenden Positionen innerhalb der Senderfamilie tätig, unter anderem als Geschäftsführer von Kabel 1 und ProSieben.
So begann er 1992 als Assistent des Geschäftsführers beim Kabelkanal. Von 1993 bis 1996 war er für die Unternehmensplanung des DSF zuständig und deren stellvertretender Programmdirektor. 1996 wurde er Programmchef von Kabel 1, 1999 dessen Geschäftsführer. 2000 wechselte er zu ProSieben als Geschäftsführer. 2004 wurde er Geschäftsführer von Janus TV / Janus Entertainment und 2010 in der gleichen Position bei der MME Entertainment GmbH.
Anfang Oktober 2015 trat Paalzow von seiner Position zurück. Als Begründung nannte er Misserfolge bei der Auswahl von Fernsehsendungen, die "nicht den Nerv der Zuschauer" getroffen hätten. Amtsnachfolger wurde sein bisheriger Stellvertreter Kaspar Pflüger.